# Patriarchaat Venetië
Het patriarchaat Venetië (Italiaans: Patriarcato di Venezia, Latijn: Patriarchatus Venetiarum) is een rooms-katholiek metropolitaanbisdom met zetel in Venetië. Venetië werd in 774 als bisdom opgericht onder de naam Bisdom Castello met kathedraal op het eiland San Pietro di Castello.
De bisschop van Venetië werd vanaf 1451 aartsbisschop met de titel patriarch van Venetië; het patriarchaat Grado werd in 1451 in dezelfde beweging afgeschaft door paus Nicolaas V. De demarche van Nicolaas V werd ingegeven door het toenemend belang van Venetië binnen de republiek Venetië. Venetië is hiermee een der 6 patriarchaten van de Rooms-Katholieke Kerk. De patriarchen van Venetië worden traditioneel ook kardinaal. De huidige patriarch Moraglia is echter tussen 2012 en 2018 al 7 consistories op rij overgeslagen waardoor deze traditie doorbroken lijkt. In de 20e eeuw werden drie patriarchen van Venetië tot paus gekozen, namelijk Pius X in 1903, Johannes XXIII in 1958 en Johannes Paulus I in 1978.
De patriarch van Venetië is gerechtigd om kardinaalsrode koorkledij te dragen, zelfs indien hij geen kardinaal is. Zijn rode bonnet heeft dan evenwel, anders dan die van kardinalen, een pompoen, net zoals dat bij de paarse bonnet van bisschoppen het geval is.
De San Marco-basiliek is sinds 1871 de kathedraalkerk van het patriarchaat. De suffragaanbisdommen zijn:
- Bisdom Adria-Rovigo
- Bisdom Belluno-Feltre
- Bisdom Chioggia
- Bisdom Concordia-Pordenone
- Bisdom Padua
- Bisdom Treviso
- Bisdom Verona
- Bisdom Vicenza
- Bisdom Vittorio Veneto

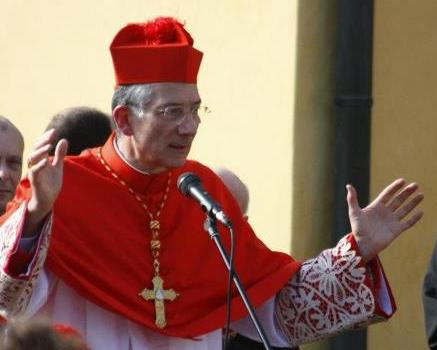
De patriarch van Venetië in rode koorkledij, bonnet met pompon
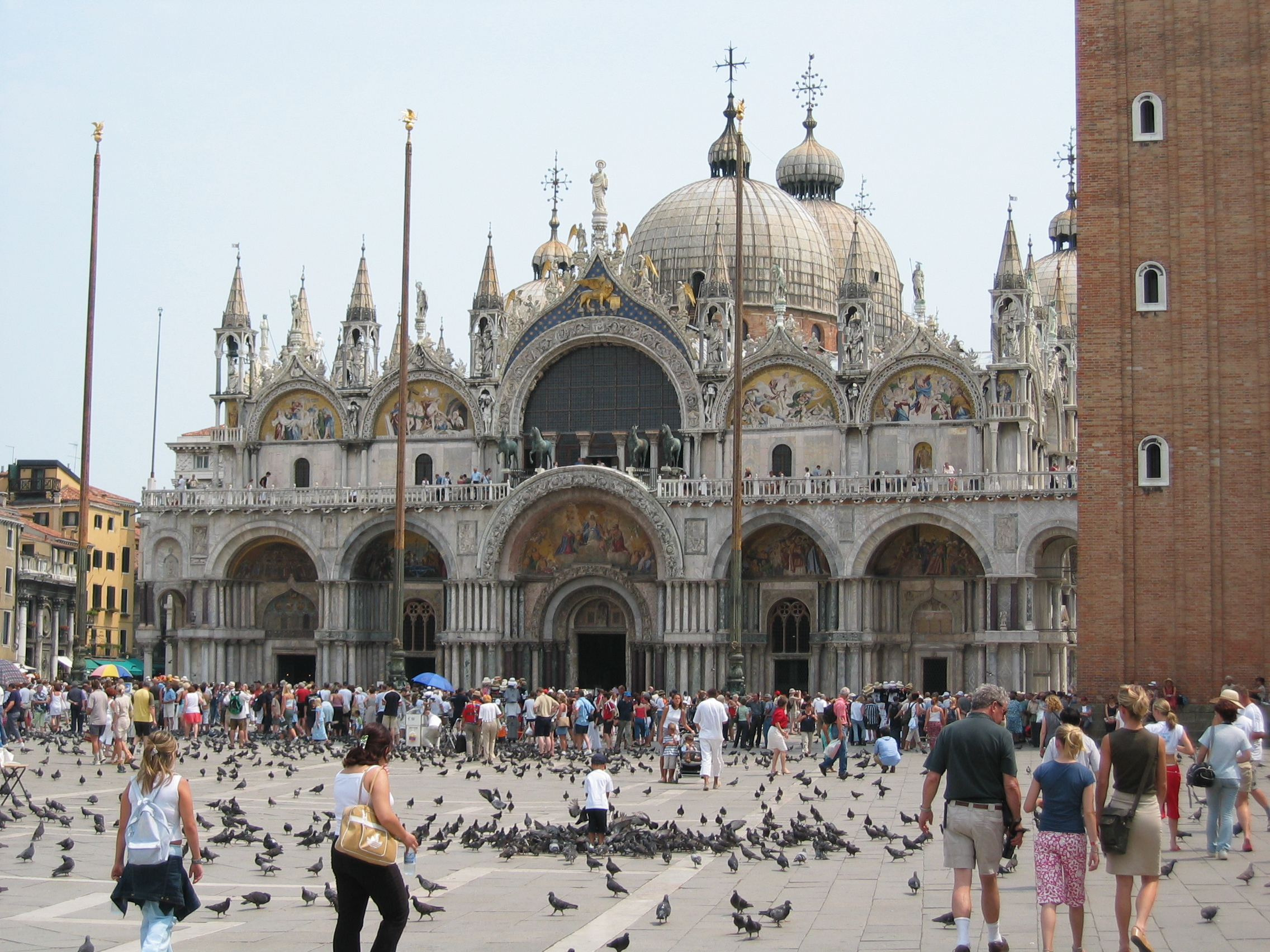
Basiliek van San Marco
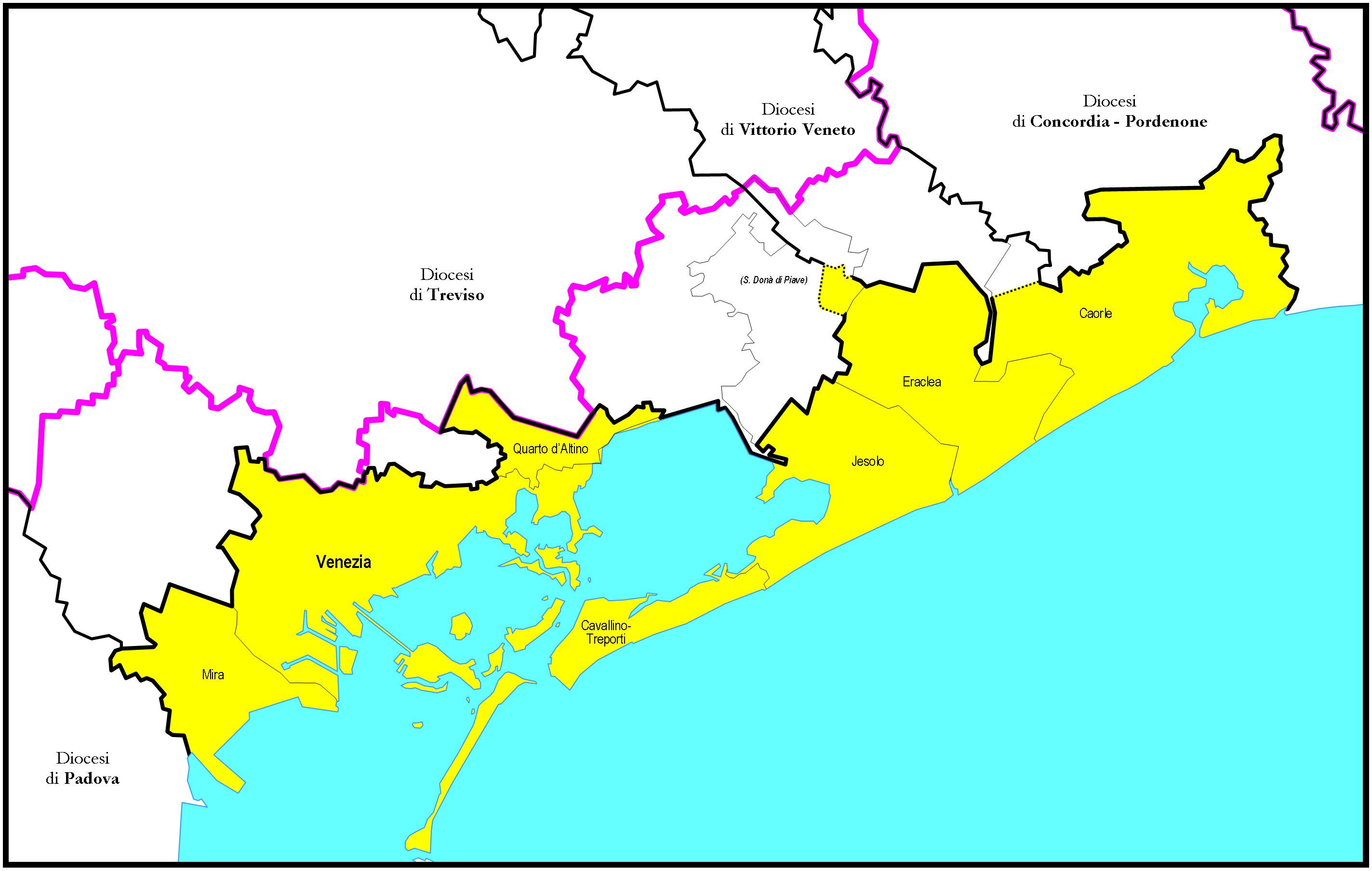
Detailkaart van het patriarchaat